# Grand Prix moto des Nations 1953
Le Grand Prix moto des Nations, connu également sous le nom de Grand Prix d'Italie 1953 est le huitième rendez-vous de la saison 1953 du championnat du monde de vitesse. Il s'est déroulé sur l'Autodromo Nazionale di Monza du 4 au 6 septembre 1953.
C'est la 31e édition du Grand Prix moto des Nations et la 5e édition comptant pour le championnat du monde.

## Classement final 500 cm³
| Pos. | Pilote                   | Moto       | Temps/Écart       | Points |
| ---- | ------------------------ | ---------- | ----------------- | ------ |
| 1    | Geoff Duke               | Gilera     | 1 h 10 min 18 s 3 | 8      |
| 2    | Dickie Dale              | Gilera     | +41 s 1           | 6      |
| 3    | Libero Liberati          | Gilera     | +51 s 8           | 4      |
| 4    | Reg Armstrong            | Gilera     | +58 s 6           | 3      |
| 5    | Cecil Sandford           | MV Agusta  | +1 min 42 s 1     | 2      |
| 6    | Hermann Paul Müller      | MV Agusta  | +1 tour           | 1      |
| 7    | Nello Pagani             | Gilera     | +1 tour           |        |
| 8    | Bruno Francisci          | MV Agusta  | +1 tour           |        |
| 9    | Pierre Monneret          | Gilera     | +2 tours          |        |
| 10   | John Storr               | Norton     | +2 tours          |        |
| 11   | Enrico Galante           | Norton     | +2 tours          |        |
| 12   | Felice Benasedo          | Moto Guzzi | +2 tours          |        |
| 13   | Lodovico Facchinelli     | Gilera     | +2 tours          |        |
| 14   | Raymond Laurent          | Norton     | +2 tours          |        |
| 15   | Antonio Ronchei          | Gilera     | +4 tours          |        |
| Abd. | Jost Albisser            | Norton     | Abandon           |        |
| Abd. | Francesco Guglielminetti | Norton     | Abandon           |        |
| Abd. | Tony McAlpine            | Norton     | Abandon           |        |
| Abd. | Leo-Trevor Simpson       | Norton     | Abandon           |        |
| Abd. | Walter Zeller            | BMW        | Abandon           |        |
| Abd. | Carlo Bandirola          | MV Agusta  | Abandon           |        |
| Abd. | Martino Giani            | MV Agusta  | Abandon           |        |
| Abd. | Roland Schnell           | Horex      | Abandon           |        |
| Abd. | Sid Willis               | Norton     | Abandon           |        |
| Abd. | Giulio Galbiati          | Moto Guzzi | Abandon           |        |
| Abd. | Fergus Anderson          | Moto Guzzi | Abandon           |        |
| Abd. | William Hall             | Norton     | Abandon           |        |
| Abd. | Georges Monneret         | Matchless  | Abandon           |        |
| Abd. | Barrie Stormont          | Norton     | Abandon           |        |

## Classement final 350 cm³
| Pos. | Pilote              | Moto       | Temps/Écart   | Points |
| ---- | ------------------- | ---------- | ------------- | ------ |
| 1    | Enrico Lorenzetti   | Moto Guzzi | 56 min 35 s 5 | 8      |
| 2    | Fergus Anderson     | Moto Guzzi | +10 s 1       | 6      |
| 3    | Duilio Agostini     | Moto Guzzi | +29 s 3       | 4      |
| 4    | August Hobl         | DKW        | +1 tour       | 3      |
| 5    | Leo Simpson         | AJS        | +1 tour       | 2      |
| 6    | Tony McAlpine       | Norton     | + ?           | 1      |
| 7    | Hermann Paul Müller | Horex      | + ?           |        |
| 8    | Ken Mudford         | AJS        | + ?           |        |
| 9    | Ray Laurent         | AJS        | + ?           |        |
| 10   | ...                 | ...        | + ?           |        |

## Classement final 250 cm³
| Pos. | Pilote            | Moto       | Temps/Écart   | Points |
| ---- | ----------------- | ---------- | ------------- | ------ |
| 1    | Enrico Lorenzetti | Moto Guzzi | 47 min 38 s 7 | 8      |
| 2    | Werner Haas       | NSU        | +3 s 3        | 6      |
| 3    | Alano Montanari   | Moto Guzzi | +46 s 0       | 4      |
| 4    | Reg Armstrong     | NSU        | +47 s 1       | 3      |
| 5    | Wolfgang Brand    | NSU        | +1 min 31 s   | 2      |
| 6    | Umberto Masetti   | NSU        | + ?           | 1      |
| 7    | Tommy Wood        | Moto Guzzi | + ?           |        |
| 8    | Arthur Wheeler    | Moto Guzzi | + ?           |        |
| 9    | Angelo Marelli    | Moto Guzzi | + ?           |        |
| 10   | Bruno Francisci   | Moto Guzzi | + ?           |        |
| 11   | ...               | ...        | + ?           |        |

## Classement final 125 cm³
| Pos. | Pilote           | Moto        | Temps/Écart   | Points |
| ---- | ---------------- | ----------- | ------------- | ------ |
| 1    | Werner Haas      | NSU         | 43 min 10 s 5 | 8      |
| 2    | Emilio Mendogni  | Moto Morini | +0 s 4        | 6      |
| 3    | Carlo Ubbiali    | MV Agusta   | +1 s 5        | 4      |
| 4    | Angelo Copeta    | MV Agusta   | +33 s 5       | 3      |
| 5    | Wolfgang Brand   | NSU         | +1 min 38 s 2 | 2      |
| 6    | Paolo Campanelli | MV Agusta   | +1 min 49 s 8 | 1      |
| 7    | ...              | ...         | + ?           |        |

## Classement final side-car
| Pos. | Pilote           | Passager           | Moto       | Temps/Écart   | Points |
| ---- | ---------------- | ------------------ | ---------- | ------------- | ------ |
| 1    | Eric Oliver      | Stanley Dibben     | Norton     | 42 min 18 s 1 | 8      |
| 2    | Cyril Smith      | Les Nutt           | Norton     | +0 s 1        | 6      |
| 3    | Jacques Drion    | Inge Stoll-Laforge | Norton     | + ?           | 4      |
| 4    | Hans Haldemann   | Josef Halbisser    | Norton     | + ?           | 3      |
| 5    | Len Taylor       | Peter Glover       | Norton     | + ?           | 2      |
| 6    | Fritz Hillebrand | Manfred Grunwald   | BMW        | + ?           | 1      |
| 7    | Julien Deronne   | Bruno Leys         | Norton     | + ?           |        |
| 8    | Ernesto Merlo    | Dino Magri         | Gilera     | + ?           |        |
| 9    | Marcel Masuy     | Jules Nies         | Norton     | + ?           |        |
| 10   | Luigi Marcelli   | ...                | Gilera     | + ?           |        |
| 11   | Renato Prati     | ...                | Moto Guzzi | + ?           |        |
| 12   | ...              | ...                | ...        | + ?           |        |